# Kolkerheide
Kolkerheide (en danois: Kolkhede) est une commune d'Allemagne, située dans le Land du Schleswig-Holstein et l'arrondissement de Frise-du-Nord.